# 마두도서관
마두도서관은 경기도 고양시 일산동구 소재의 시립 도서관이다.

## 연혁
- 1999년 5월 27일 개관
- 2002년 1월 1일 고양시종합정보학습관 설치
- 2007년 1월 1일 고양시 정보문헌사업소 설치(도서관및 여성회관 통합)
- 2011년 고양시 도서관센터로 명칭 변경

## 도서관 시설현황
- 3층: 종합자료실
- 2층: 연속간행물실, 사무실, 수서정리실
- 1층: 정보검색실, 열람실
- 지하 1층: 어린이자료실, 서고, 교양교실, 시청각실, 열람실, 도시락실, 북카페, 식당, 매점
- 주차가능 면수 : 일반21면, 장애인 2면
- 열람실 현황 : 365석
- 규모 : 지하 1층 지상 3층(연면적 3,757m3)

## 자료현황(2020. 6. 30. 기준)
- 도서 : 157,467권, 비도서 : 3,258매
- 잡지 : 83종 신 문 : 28종
- 특화분야 : 향토문화자료 1,677권

## 이용 안내
이용 시간
- 열람실: 하절기(3월~10월) 07:00 ~ 23:00 / 동절기(11월~2월) 08:00 ~ 23:00
- 종합자료실: 월~목 09:00 ~ 22:00 / 토~일 09:00 ~ 18:00
- 어린이자료실: 매일 09:00 ~ 18:00
- 연속간행물실(정기간행물실): 매일 09:00 ~ 18:00
- 디지털자료실(정보검색실): 월~목 09:00 ~ 22:00 / 토~일 09:00 ~ 18:00

휴관일
- 매주 금요일, 공휴일